# Erich Geßmann
Erich Geßmann (* 16. August 1909 in Holzhausen bei Göppingen; † 1. Juni 2008) war ein deutscher Bildhauer und Grafiker.

## Leben
Geßmann besuchte die Oberrealschule in Kirchheim unter Teck und absolvierte von 1924 bis 1928 eine Bildhauerlehre, danach studierte er bis 1933 an der Stuttgarter Kunstakademie bei Lörcher. Während der Zeit des Nationalsozialismus in Deutschland wurde er aufgrund seiner politischen Überzeugungen für KPD und SPD zu sechs Monaten Konzentrationslager verurteilt. Später wurde er zu zweieinhalb Jahren Gefängnis verurteilt und mit einem Ausstellungsverbot belegt. Er wurde als Wehrunwürdiger eingestuft, nach Tunesien zu einer Strafdivision eingezogen und geriet zum Ende des Zweiten Weltkriegs in US-amerikanische Kriegsgefangenschaft.
Nach dem Krieg nahm er seinen Wohnsitz in Heilbronn. Von 1945 bis 1947 war er freiberuflich in Ludwigsburg tätig, danach war er bis 1951 Werklehrer bei einer amerikanischen Dienststelle, bevor er von 1951 bis zum Ruhestand 1974 als Gebrauchsgrafiker für die Industrie arbeitete. Geßmann war seit 1950 verheiratet. Er starb 2008 im Alter von 98 Jahren.

## Werk
Als Bildhauer arbeitete Geßmann hauptsächlich mit Holz, verwendete aber auch Bronze und Sandstein. Unter anderem stattete er den Großen Deutschhof in Heilbronn mit den Sandsteinreliefs am Eingangsbereich der ehemaligen Ritterherberge aus. Er war Mitglied im Künstlerbund Heilbronn.
In einem Nachruf wurde seine künstlerische Richtung so beschrieben: Holz ist sein Lieblingsmaterial, die menschliche Figur und ihre Schönheit sein Thema…Seine gegenständlichen, stark reduzierten Figuren und Paare und deren Beziehungen charakterisiert er durch den Rhythmus der Linien und die Maserung des Tannenholzes.